# Agnes von Krusenstjerna
Agnes von Krusentjerna ([aŋːnəs fɔnˈkɹʉːsənʃæːŋa] (Växjö, le 9 octobre 1894 - Stockholm, le 10 mars 1940) est une romancière et nouvelliste suédoise. Ses écrits traitent de la folie, l'émancipation des femmes et de sexualité. 

## Biographie
Elle naît à Växjö, dans la province du Småland, dans une famille aristocratique suédoise. Sa mère Eva est la petite-fille d'Erik Gustaf Geijer. Son oncle est le ministre Edvard von Krusentjerna (1841-1907). Elle a trois frères. Elle est la plus jeune de la fratrie. La famille déménage en fonction des affectations du père Ernst qui est militaire de carrière. La famille s'installe à Visby, puis Gävle, et à Hälsinge. Lorsque Ernst von Krusentjerna prend sa retraite, la famille déménage à Stockholm.
Plusieurs membres de la famille présentent des troubles psychiatrique. Agnes von Krusenstjerna fait une première dépression dès l'adolescence. Elle se fiance à Gerard Odencrantz from en 1914. Mais elle tombe malade et est hospitalisée. Elle souhaite écrire et vivre comme une femme libre, loin des conventions aristocratiques. En 1918, elle publie son deuxième roman. Elle est hospitalités pendant sept mois pour troubles psychiatriques. Tout au long de sa vie, elle séjourne dans des instituts spécialisées en soins psychiatriques, en Suède et à l'étranger.
Elle épouse, en 1921, le psychanalyste et critique littéraire David Sprengel, qui a 14 ans de plus qu'elle.  Atteinte d'une tumeur au cerveau, elle meurt sur la table d'opération. Elle repose au cimetière du Nord, près de Stockholm.
Elle fait ses débuts en littérature avec Le Journal de Nina (1917). Elle publie ensuite une trilogie qui fait référence à son enfance, Tony (3 vol., 1922-1926). Elle enchaîne avec la suite romanesque des Demoiselles von Pahlen (7 vol., 1930-1935). Le dernier tome raconte la vie d'Angela qui quitte le père de son enfant  et s'installe vivre avec Eka dans la ferme de Petra. Le tome 1 de la série des Demoiselles de Pahlen est publié en français chez Gallimard.
En 1935, elle commence une série de romans, Fattigadel, acclamée par la critique. Fattigadel est le plus  féministes et le plus critiques à l'égard des classes sociales de tous ses écrits.
Elle rencontre le succès fait de scandale. Elle traite de la folie, l'amour lesbien, l'homosexualité masculine et l'inceste. Débats et controverses s'ensuivent. De 1933 à 1935, la question de la liberté d'expression, de la liberté sexuelle, du droit des femmes à librement parler, des rapports entre morale et littérature se posent. Elle reçoit le soutien d'écrivains de premier plan : Bo Johannes Edfelt, Elmer Diktorius, Eyvind Johnson, Karin Boye.
En 1964, Mai Zetterling s'inspire des Demoiselles de Pahlen pour son film Les Amoureux (Älskande). Elle réalise en 1986, Amorosa, qui retrace le parcours d'Agnes von Krusentjerna.

## Œuvres
- Ninas dagbok (Le Journal de Nina) (1917)
- Helenas första kärlek (Le Premier amour d'Helena) (1919)

- Tony växer upp (Les Premières années de Tony) (1922)
- Tonys läroår (Les Années d'apprentissage de Tony) (1924)
- Tonys sista läroår (Les Dernières Années d'apprentissage de Tony) (1926)
- Fru Esters pensionnat (La Pension de famille de Mlle Ester) (1927)
- Händelser på vägen (1929)
- Den blå rullgardinen (Le Store bleu) (1930)
- Kvinnogatan (Rue des femmes) (1930)
- Höstens skuggor (Les Ombres de l'automne) (1931)
- Porten vid Johannes (La Porte de Johannes) (1933)
- Älskande par (Couples amoureux) (1935)
- Av samma blod (De même sang) (1935)
- Nunnomas hus (recueil de poèmes) (1937)
- Fattigadel (Noblesse pauvre) (1935)
- Dunklet mellan träden (L'Ombre entre les arbres) (1936)
- Dessa lycliga år (Heureuses années) (1937)
- I livets vår (Au printemps de la vie) (1938)